# Jimmy della collina
Jimmy della collina è un film del 2006 diretto da Enrico Pau. Il film è tratto dal romanzo omonimo di Massimo Carlotto.

## Trama
Jimmy è un ragazzo ostinato e ribelle, in cerca di una vita facile. Tenta una rapina, ma viene arrestato. Durante la detenzione conosce Claudia, un'ex reclusa, con cui inizia un rapporto complicato che per lui significa un nuovo inizio, ma prima di poter ottenere il pieno riscatto sociale deve superare molti ostacoli.

## Distribuzione
Il film è uscito nelle sale italiane nell'aprile 2008.

## Riconoscimenti
- Miglior Attrice Protagonista Valentina Carnelutti, Sulmonacinema Film Festival 2006